# Дюмулен, Шарль
Шарль Дюмуле́н (фр. Charles Dumoulin; 1500, Париж — 1566, там же) — французский юрист XVI века, детально рассматривавший феодальные порядки (так называемое «кутюмное право») с точки зрения юриспруденции.

## Происхождение
Шарль Дюмулен родился в семье адвоката парижского Шатле и был юристом в пятом поколении. Род Дюмуленов был связан с Анной Болейн, второй женой короля Англии Генриха VIII.

## Биография
Дюмулен изучал право в университетах Орлеана и Пуатье. В 1525 году он становится адвокатом Парижского парламента, а через несколько лет Шарль приобрёл репутацию самого учёного из французских юристов. Помимо работы в парламенте Дюмулен посвящал много времени трактатам по юриспруденции и в частности толкованиям кутюмов различных областей Франции.
Дюмулен был видным защитником прав и прерогатив королевской власти в её борьбе с феодалами и церковью и прежде всего безусловного права на отправление правосудия; но он отнюдь не являлся приверженцем абсолютизма, доказывая, наоборот, что закон и интересы королевства выше короля: по мнению Демулена, король «non censetur dominus vel proprietarius regni sui, sed administrator» («король – не вотчинник королевства, а только правитель»). 
В области научной обработки кутюмного права (или феодальных порядков) Дюмулен выступал за его объединение по типу парижского (фр. Coutume de Paris) и введение единого права на всей территории Франции. Свою комментаторскую деятельность (он писал комментарии почти на все феодальные порядки Франции) направлял именно к этой цели, урезая и устраняя всеми возможными средствами правовые частности во французском праве. В этом смысле Демулен оказал решающее влияние на всю деятельность последующей французской юриспруденции, общими усилиями подготовившей Наполеонов кодекс.
В 1542 году Дюмулен принял кальвинизм, но вскоре перешёл в лютеранство. В 1553 году из-за конфликта с богословами Сорбонны и консервативным крылом Парижского парламента он был вынужден переехать в Германию. Дюмулен преподавал в Тюбингенском университете, позже в Доле и Безансоне. В 1557 году Шарль вернулся во Францию.

## Сочинения
Наиболее известные работы:

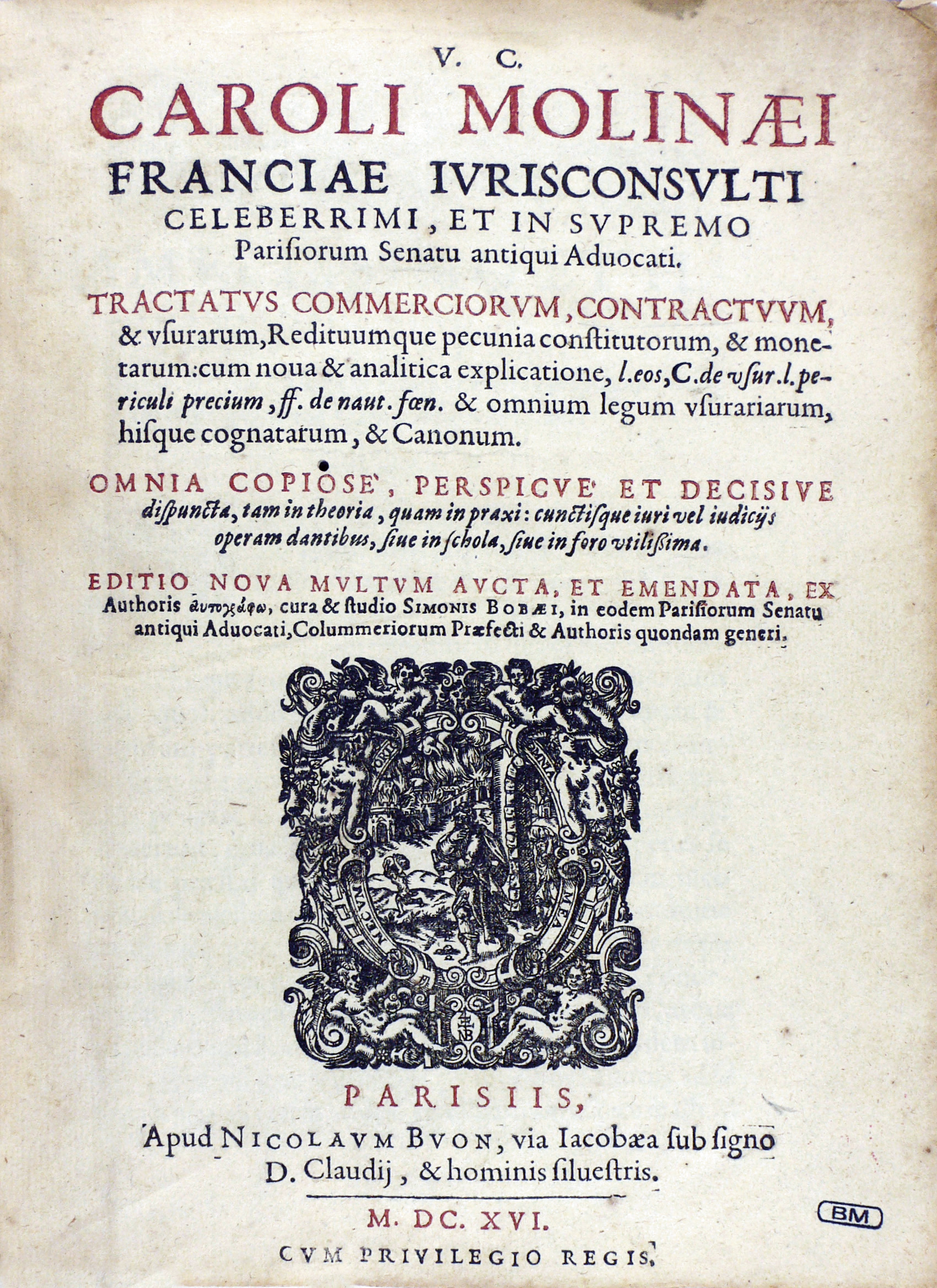
Tractatus commerciorum, 1616.

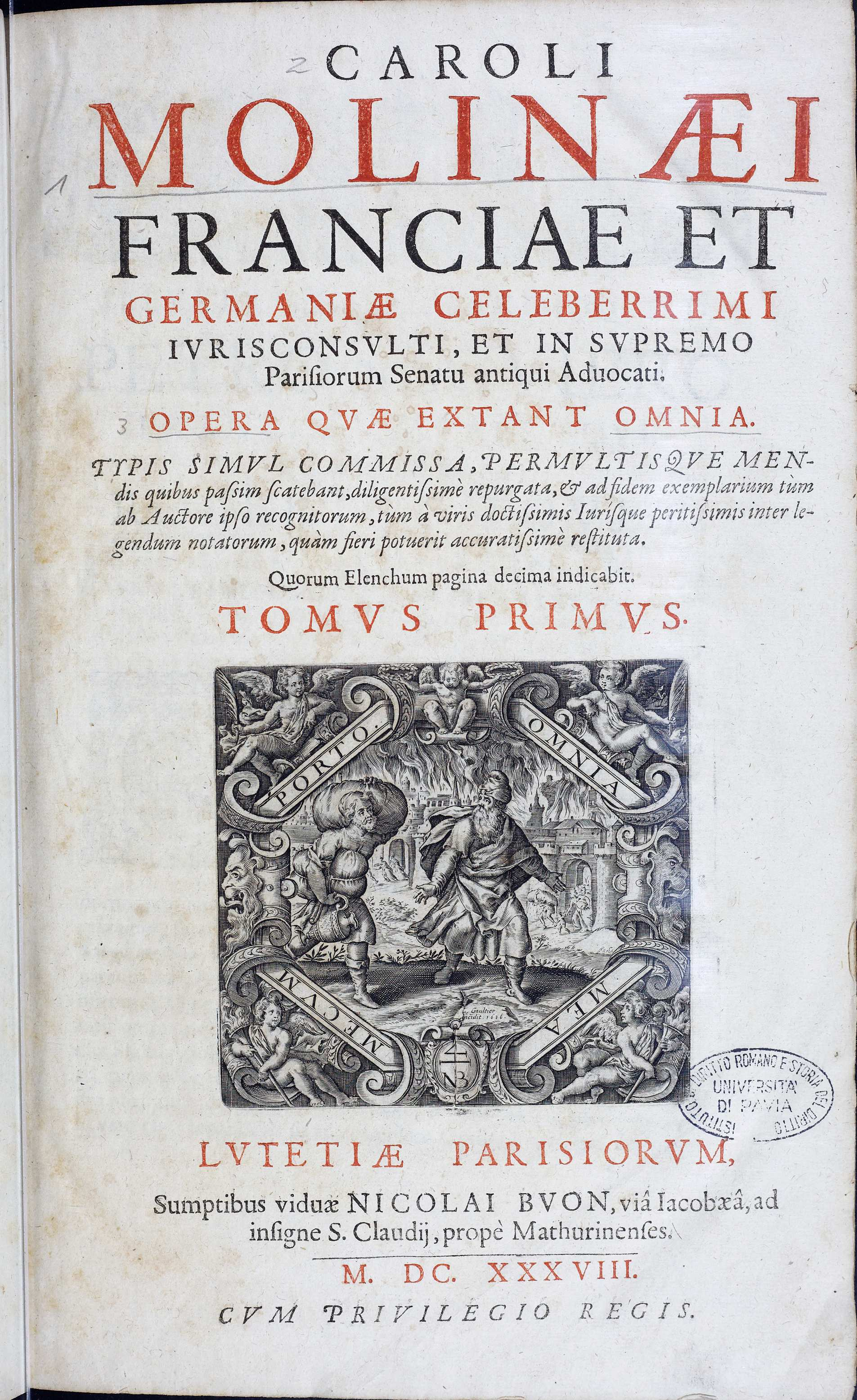
Commentarii in consuetudines parisienses, 1638

- «Extricatio labyrinthi dividui et individui»
- «Commentarius in consuetudines parisienses», 1539, 1554
- «Commentarius ad edictum Henrici II, contra parvas datas et abusus curiae Romanae», 1552 (комментарии к эдикту Генриха II «о малых датах», направленные против папы Юлия III)
- «Conseil sur le fait du Concile de Trente, réception ou rejet d'icelui», 1564 (трактат против постановлений Тридентского собора, вызвавший арест автора и заключение в тюрьму)

Многие сочинения Демулен писал на латыни. Его работы неоднократно переиздавались, самая полная публикация — Париж, 1681, в пяти томах.

## Семья
В 1538 году Шарль Дюмулен женился на Луизе де Бельдон. У них было трое детей.